# Besim Kabashi

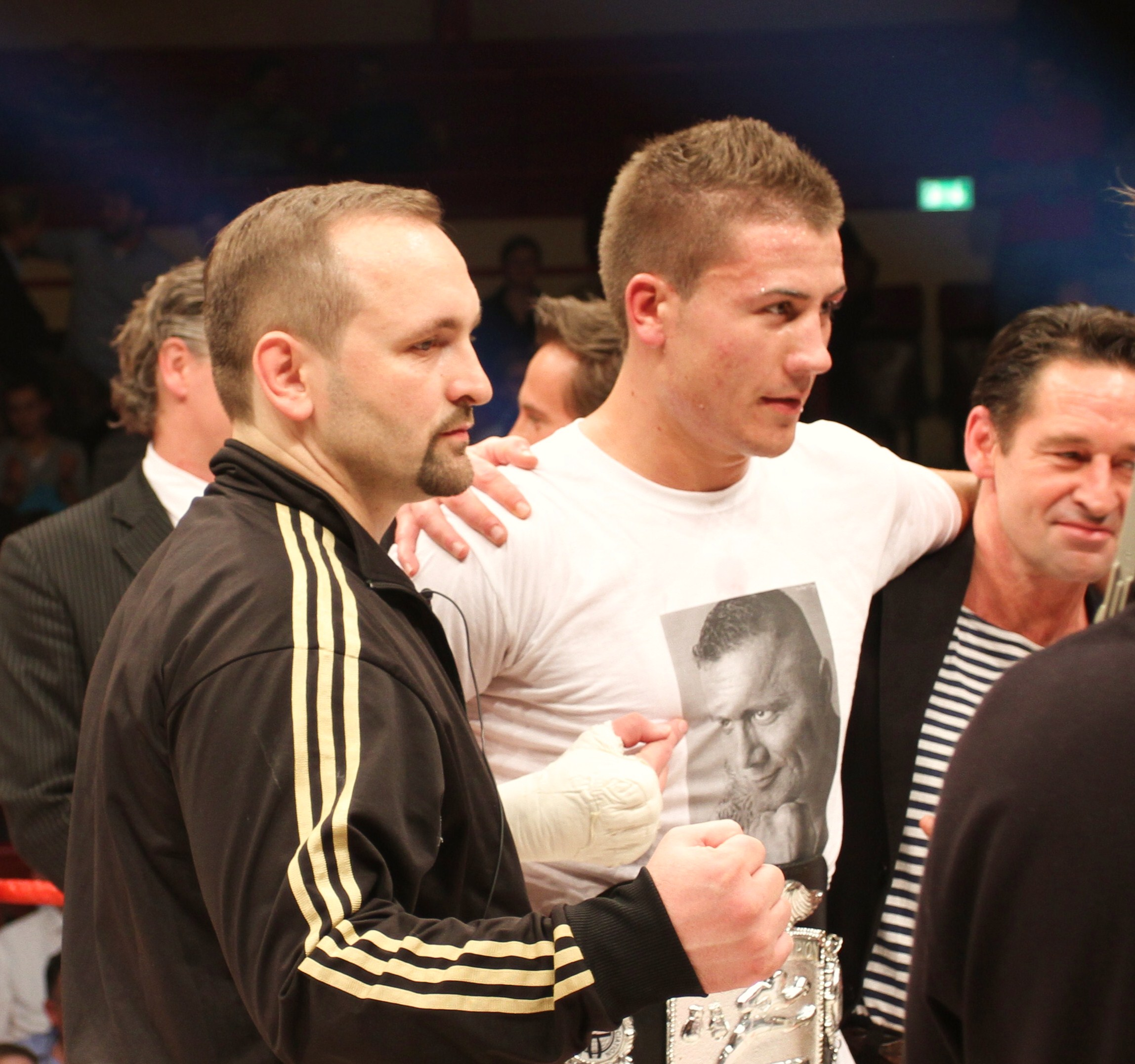
WKA-Weltmeister Florian Pavic mit Besims Porträt auf seinem T-Shirt (bei Steko’s Fight Night am 16. Dezember 2011)

Besim Kabashi (* 27. Februar 1976 in Istok, SFR Jugoslawien, heute Kosovo; † 4. Dezember 2011 in München) war ein deutsch-kosovarischer Kickbox-Weltmeister.

## Leben
Besim begann im Alter von 17 Jahren mit dem Kickboxen im Sportclub Klein in Augsburg. Die Monatsbeiträge finanzierte er mit seinem Lehrlingsgehalt. Hier trainierte er ausschließlich Semikontakt. 1996 wechselte er in das Kampfsportstudio Augsburg, hier wechselte er auch zum Vollkontakt-Kickboxen. Damit konnte er auch seine ersten Erfolge erzielen. Ab dem Jahr 2002 folgten dann zwei weitere Kampfsportschulen, mit denen er aber nicht die erwünschten großen Erfolge feiern konnte. Er machte daher zunächst eine Pause von fünf Jahren.
Im Jahr 2006 machte Kabashi einen Neuanfang in der Münchner Kampfsportschule Steko. Dort trainierten ihn die Brüder Pavlica und Mladen Steko. Nach einem Jahr Training konnte er nach vier Kämpfen vier Siege und einen Europameistertitel vorweisen. Seine größten sportlichen Erfolge waren die vier gewonnenen WKA-Weltmeisterschaften zwischen 2008 und 2011.
Kurz vor einer geplanten Titelverteidigung im Circus Krone wurde Kabashi in der Nacht vom 3. auf den 4. Dezember 2011 nach einem Suizidversuch regungslos in seiner Münchner Wohnung aufgefunden und starb im Alter von 35 Jahren wenig später in einem Krankenhaus. Gegen Kabashi war zum Zeitpunkt seines Todes ein Verfahren wegen gefährlicher Körperverletzung eines Wiesnkellners anhängig.
Die WKA-Weltmeisterschaft (Steko’s Fight Night) am 16. Dezember 2011 im Münchner Zirkus Krone wurde Besim Kabashi gewidmet. Christine Theiss (WKA-Weltmeisterin), Florian Pavic (WKA-Weltmeister) und alle anderen Kämpfer widmeten ihm ihre Siege.

## Trivia
Bei seinen Weltmeisterschaftskämpfen lief als Einlaufmusik Ata Po Flejnë der albanisch-kosovarischen Rockband Troja.

## Erfolge
- 1997: Deutscher Meister (WKA) 79 kg
- 1998: Deutscher Meister (WKA) 83 kg
- 2001: Deutscher Meister (WKA) 81 kg
- 2007: WKA Europameister 95 kg
- 2008: WKA Europameister 95 kg
- 2008: WKA Weltmeister -95 kg
- 2009: WKA Weltmeister -95 kg
- 2010: WKA Weltmeister -Superschwergewicht
- 2011: WKA Weltmeister -Superschwergewicht